# Pierre Louis François Paultre de Lamotte
Pour les articles homonymes, voir Lamotte.
Pierre Louis François, baron, puis vicomte  Paultre de Lamotte, né à Saint-Sauveur-en-Puisaye le 3 février 1774, mort à Meaux (Seine-et-Marne) le 6 juin 1840, est un général français de la Révolution et de l’Empire.

## Biographie
Pierre Louis François Paultre de Lamotte naquit le 3 février 1774 à Saint-Sauveur-en-Puisaye, dans la province de Bourgogne (auj. département de l'Yonne). Il était le frère de Jean-Louis Paultre de La Vernée (1777-1852), député de l'Yonne (Cent-Jours), et le cousin de Louis Paultre des Épinettes (1747-1797), député du bailliage d'Auxerre aux États généraux de 1789.

### Guerres révolutionnaires
Sous-lieutenant au 24e régiment d'infanterie le 12 janvier 1792, lieutenant le 1er octobre suivant, il fait la campagne de 1792 à l'armée du Nord, et devient le 22 mars 1793, aide de camp du général Hédouville, alors employé à l'armée de la Moselle.
Il rejoint dans le mois de septembre le 24e régiment, qui est passé à l'armée du Rhin, et reçoit le 25 mai 1794, le brevet de capitaine. Il sert aux armées de Rhin-et-Moselle et de l'Ouest, pendant les ans III et IV. Le 22 frimaire de cette dernière année, il reprend ses fonctions d'aide-de-camp auprès du général Hédouville, et fait en cette qualité les campagnes de l'an V sur les côtes de l'Océan. Nommé chef de bataillon provisoire le 1er ventôse an VI (19 février 1798), il suit son général à Saint-Domingue.
Rentré en France à la fin de l'an VII, et confirmé dans son grade le 19 octobre 1799), il passe le 28 pluviôse de la même année (17 février 1800), dans la cavalerie, en qualité de chef d'escadron. Placé à la suite du 7e régiment de dragons le 4 ventôse suivant, il continue de servir comme aide-de-camp à l'armée de l'Ouest jusqu'en l'an IX. Après la paix de Lunéville il accompagne le général Hédouville, nommé à l'ambassade de Saint-Pétersbourg, et remplit diverses missions diplomatiques à Constantinople, en Crimée, sur les côtes de la mer Noire et dans l'intérieur de la Russie.

### Guerres napoléoniennes
De retour en France à la fin de l'an XI, le premier Consul lui confère le 15 décembre 1803) le grade de major du 12e régiment de chasseurs à cheval, et la croix de la Légion d'honneur le 4 germinal suivant. Il fait avec ce corps les campagnes des ans XII et XIII à l'armée des côtes de l'Océan, et celles de l'an XIV et de 1806, à la Grande Armée. Colonel du 9e régiment de cuirassiers le 31 décembre de cette dernière année, officier de la Légion d'honneur le 11 juillet 1807, et baron de l'Empire le 17 mars 1808, il participe à la campagne d'Allemagne en 1809. À la bataille de Wagram un éclat d'obus le blesse grièvement à la jambe.
Général de brigade le 6 août 1811, il passe dans le mois de mars 1812, au 3e corps de la Grande Armée, et prend le 11 juin suivant le commandement d'une brigade du 2e corps de réserve de cavalerie. Des raisons de santé l'ayant forcé de rentrer en France par congé dans le mois de janvier 1813, il demeure dans ses foyers jusqu'au mois de septembre, époque à laquelle l'Empereur l'admet à faire valoir ses droits à la retraite.
Les événements politiques ayant ajourné l'effet de cette décision, le général Paultre de Lamotte reçoit, le 15 janvier 1814, l'ordre d'aller prendre le commandement de la levée en masse du département de la Marne.

### Restauration française
Remplacé dans ce commandement, mis en disponibilité le 9 mars suivant, Louis XVIII le nomme lieutenant dans la compagnie des gardes du corps de Luxembourg le 1er juin 1814, chevalier de Saint-Louis le 27 du même mois, et commandeur de la Légion d'honneur le 17 août.
Au retour de l'Empereur de l'île d'Elbe, il suit le roi et sa famille à la frontière, et ne prend aucun service pendant les Cent-Jours.
À la seconde Restauration le 1er novembre 1815, le roi lui confie le commandement de la 4e compagnie des gardes du corps (Luxembourg), le nomme grand officier de la Légion d'honneur le 31 octobre de la même année, et le comprend le 30 décembre 1818, dans le cadre de l'état-major général de l'armée. Lieutenant-général par ordonnance du 25 avril 1821, le roi lui donne le 30 janvier 1822, le commandement de la 19e (ou 7e) division militaire (Lyon), lui confère le titre de vicomte, et lui accorde le 23 mai 1825 la décoration de commandeur de l'ordre de Saint-Louis. Le général Paultre de Lamotte, qui a conservé son commandement jusqu'aux journées de juillet 1830, est admis à la retraite le 28 août suivant.
Il est mort le 6 juin 1840 à Meaux (Seine-et-Marne).

## Récapitulatifs

### Titres
- Baron Paultre de Lamotte et de l'Empire, décret du 19 mars 1808, lettres patentes signées au quartier général impérial de Schœnbrunn le 15 octobre 1809.
- Vicomte Paultre de Lamotte le 17 août 1822, lettres patentes du 15 février 1823[3].

Le général adopte son neveu Pierre (1817-1893), officier d'artillerie, qui relève ses nom, armes et titres, par jugement du 2 juin 1840, avec confirmation royale des nom et titres du 19 février 1845.

### Décorations
| Grand officer de la Légion d'Honneur | Commandeur de Saint-Louis |

- Légion d'honneur[6] :
  - Légionnaire le 19 frimaire an XII (11 décembre 1803), puis,
  - Officier le 11 juillet 1807, puis,
  - Commandeur le 17 août 1814, puis,
  - Grand officier de la Légion d'honneur le 31 octobre 1815 ;
- Ordre royal et militaire de Saint-Louis[3] :
  - Chevalier le 27 juin 1814, puis,
  - Commandeur de Saint-Louis le 23 mai 1825.

### Armoiries
| Image | Armoiries |
| ----- | --- |
|       | Armes du baron Paultre de Lamotte et de l'Empire Coupé le premier parti de sable au lion rampant d'argent, armé et lampassé de gueules, la [patte] sénestre appuyée sur une cuirasse aussi d'argent, et de gueules au signe des barons tirés de l'armée ; le deuxième d'azur à la licorne effrayée d'or. - Livrées : les couleurs de l'écu. |
|       | Armes du vicomte Paultre de Lamotte Coupé : au 1, de sable, au lion d'argent, la patte posée sur une cuirasse du même; au 2, d'azur, à une licorne saillante d'or. |

## Hommages, honneurs, mentions
Un buste le représentant est conservé au musée des beaux-arts de Lyon

## Pour approfondir